# Hospital Clínico San Borja Arriarán
El Hospital Clínico San Borja Arriarán (HCSBA) anteriormente Hospital Paula Jaraquemada, es un Hospital tipo I que ofrece atención de alta complejidad. Ubicado en la comuna de Santiago, Chile, actualmente atiende a más de 700 mil personas de las comunas de Santiago, Estación Central, Cerrillos, Maipú y Pedro Aguirre Cerda. Es un complejo hospitalario de 26.500 m², cuya estructura comprende dos edificios: Un edificio principal de 9 pisos, y el Centro de Diagnóstico y Tratamiento (CDT).
La urgencia pediátrica del HCSBA es la más antigua de Latinoamérica.

## Historia
El hospital surgió de la unión de dos hospitales de la capital, el antiguo Hospital San Francisco de Borja y el Hospital Manuel Arriarán.
El primero empezó a funcionar en 1772 como un hospital solo para mujeres con 20 camas. En 1847 fue trasladado a la Alameda, entre las calles Avenida Portugal y Vicuña Mackenna, donde funcionó hasta mediados de los años 1970, cuando las autoridades de la época vendieron el terreno a privados. En 1976 se trasladó a un edificio en construcción en su ubicación actual.
El segundo fue fundado a petición de Manuel Arriarán, administrador en el Hospital Roberto del Río. En su testamento, Arriarán destinó el dinero para la fundación de un hospital para niños, con la condición de ubicarse en el área sur de la capital. Los fondos fueron entregados en 1911. El edificio se construyó en un sitio de la chacra “El Mirador” de la sucesión de Eduardo Matte Pérez en el límite sur de Santiago en la calle Santa Rosa. Los lindes exactos de dicha chacra eran calle Santa Rosa (poniente), zanjón de la Aguada (sur), chacra el Carmen (oriente) y población Vicuña Mackenna (norte). El fundo había sido rematado por Matte en 1884 de Mercedes Herrera viuda de Francisco Arriagada.
A principios de 1913, el edificio Policlínico empezó a funcionar, inicialmente con dos médicos pediatras, el Dr. Alfredo Commentz y el Dr. Alberto Koch. En 1915 se incorporaron a la plantilla el Dr. Eugenio Cienfuegos y el Dr. Tomás Quevedo. Durante el primer año de actividad, se practicaron 6224 consultas, correspondientes a 1655 niños atendidos.

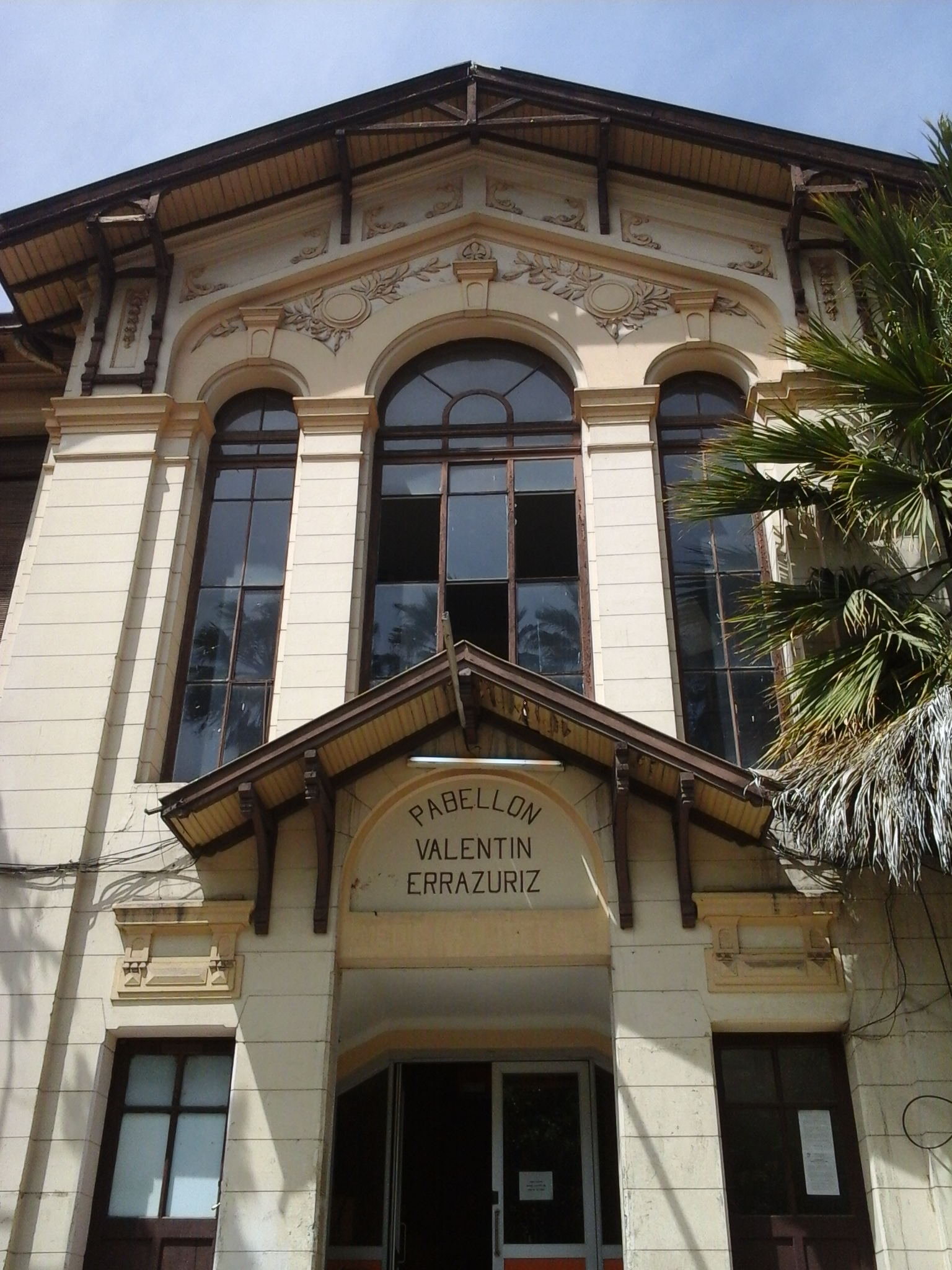
Frontis del Pabellón Valentín Errázuriz, Monumento Nacional.

En 1919, se inició la internación de los pacientes. En septiembre de 1922 se terminó la construcción de un edificio para los pacientes portadores de enfermedades infecciosas y paso a llamarse pabellón Valentín Errázuriz
Los primeros trabajos científicos publicados por médicos del hospital fueron casos clínicos, por el Dr. Inostrosa, que relata la historia de un paciente con una gran pérdida ósea del parietal que fue corregida con injertos de cartílago costal, bajo una anestesia Oleo-etérea por vía rectal. Por otra parte el Dr. Baeza Goñi, relataba su experiencia con el empleo de leche albuminosa en pacientes con trastornos digestivos.
El primer lactario de leche humana fue fundado por el Dr. Baeza Goñi; constituyó un importante servicio médico-social que puso término definitivamente al sistema “Nodrizas”. 
El 2 de enero de 1942, se inauguró, en el hospital, el primer servicio de urgencia infantil de Chile y Sudamérica. Sólo en 1942 se atendieron 10 500 pacientes.
En 1951, el anestesiólogo Dr. Mario Torres Kay introdujo el uso de máquinas de anestesia y el empleo de intubación endotraqueal. Paralelamente, el Dr. Jorge Rosselot fundó el “Centro de Adiestramiento e Investigación Materno-Infantil” (CAIMI), destinado a la atención pediátrica de los niños del sector y educación de las madres en relación con el cuidado de sus hijos y preparación del personal de colaboración médica. Este centro controlaba a 70.000 personas.
El 18 de abril de 1960, se inauguró El Centro de Quemados, el que inició con dos salas y seis camas. Siete años después, el Centro de Quemados se trasladó a un sector anteriormente ocupado por el internado de la Escuela de Enfermeras. La construcción del nuevo Hospital San Borja en los terrenos del Hospital Arriarán, obligó a reducir a la mitad la capacidad de este centro.
El año 1976, con la fusión de los 2 hospitales, es renombrado como Hospital Paula Jaraquemada. Mantiene ese nombre hasta 1990, cuando es renombrado como Hospital Clínico San Borja Arriarán.

### Explosión de 1963

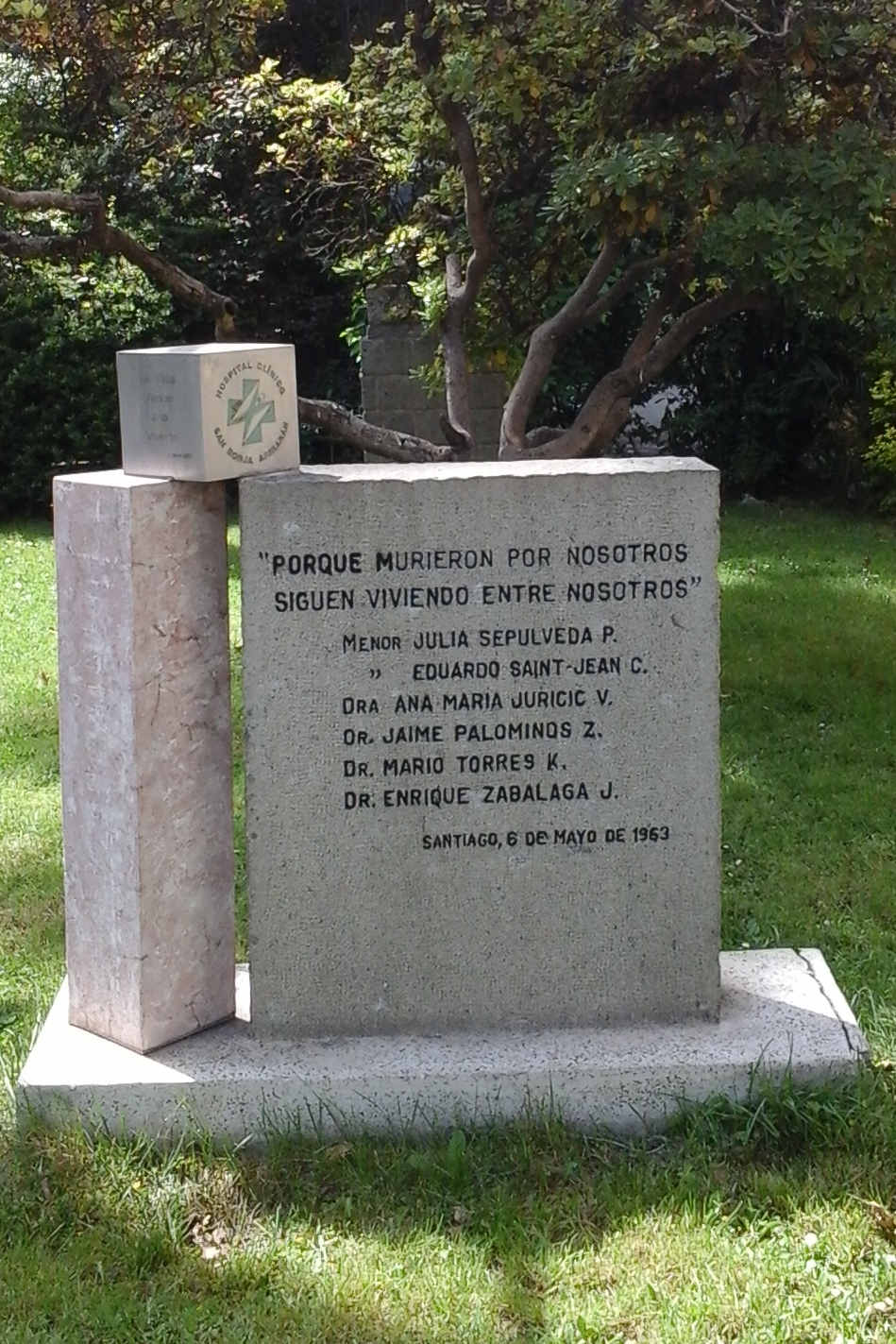
Monumento en conmemoración a las víctimas de la tragedia

El 6 de mayo de 1963, a las 08:55 horas, se produjo una explosión a raíz del estallido de dos balones del agente anestésico ciclopropano. El suceso dejó seis muertos, entre ellos dos pacientes infantiles a los cuales se intervenían, dos anestesiólogos y dos traumatólogos. Otros dos cirujanos y doce cirujanos del pabellón y del banco de sangre sufrieron heridas graves. El accidente llevó a que instituciones como el Ministerio de Salud, el Servicio Nacional de Salud, Colegio Médico de Chile, sociedades científicas, asociaciones gremiales, la Cámara de Diputados y el Senado iniciaran la revisión de los riesgos en un pabellón de operaciones.
Como medidas se prohibió el uso de ciclopropano en todos los hospitales de Chile y se tomaron todas las medidas preventivas: uso de nuevos gases de anestesia y colocados en una pieza aislada, enchufes eléctricos a una mayor altura, prohibición de la utilización de material nylon para evitar la electricidad estática. Con la ayuda de instituciones extranjeras se dotó de nuevas máquinas de anestesia, aspiradores y elementos de seguridad.

### Incendio de 2021
El 30 de enero de 2021, en torno a las 7:15 a. m. se dio alerta de un incendio en el sector del Centro de Diagnóstico y Tratamiento (CDT), siendo necesaria la evacuación del área de pacientes hospitalizados. Los pacientes fueron trasladados a diferentes recintos hospitalarios de Santiago. Dentro del informe realizado por el Ministerio de Salud, se descartaron víctimas fatales.

## Valores
Los valores bajo los que se rige el personal del HCSBA son:
- Eficiencia: Logro de un objetivo sanitario basándose en el costo mínimo.
- Calidad: Grado en que se incrementa la posibilidad de resultados deseados en los servicios de salud, ya sea para un individuo o una población.
- Confianza: Seguridad que da la institución de salud a una persona o grupos de ellas de que será capaz de cumplir con la satisfacción de sus necesidades.
- Compromiso: Responsabilidad u obligación contraída por la institución de salud en relación con una persona o población.
- Participación: Implicación de la institución de salud y la sociedad en la gestión de salud pública e institucional, el derecho a la información y el fortalecimiento de las asociaciones.
- Excelencia: Calidad de atención superior de la institución de salud.
- Innovación: Implementación de nuevos productos, como tratamientos, servicios o procedimientos, que favorecen la calidad y eficiencia de la institución de salud en su atención a una persona o comunidad.

## Especialidades
Algunas especialidades y subespecialidades médicas del Hospital San Borja Arriarán en la actualidad son:
- Cardiología
- Neurocirugía
- Oncología
- Quemados y Cirugía Infantil
- Pediatría
- Cirugía infantil
- Psiquiatría Infanto-Juvenil
- Psiquiatría Adultos
- Medicina Interna
- Endocrinología Adulto e Infantil
- Reumatología
- Gastroeneterología Adulto e Infantil
- Dermatología
- Nefrología Adulto e Infantil
- Neurología Infantil y Adulto
- Broncopulmonar Adulto e Infantil
- Infectología
- Inmunología Adulto e Infantil
- Traumatología Adulto
- Hematología
- Oncología Paliativa
- Cirugía Digestiva Alta y Baja
- Coloproctología
- Urología Adulto e Infantil
- Vascular Periférico
- Cirugía Oncológica
- Cirugía Plástica
- Maxilofacial
- Oftalmología
- Otorrinolaringología
- Traumatología y Ortopedia Infantil
- Ginecología Adulto e Infantil
- Patología Mamaria
- Oncología Ginecológica
- Medicina Física y Rehabilitación

## Docencia e investigación
Además es un centro clínico para la investigación científica y la docencia en varias especialidades. Tiene convenios con las facultades de Medicina de la Universidad de Chile, Universidad de Santiago, Universidad de Los Andes, Pontificia Universidad Católica de Chile, la Escuela de Enfermería de la Universidad Diego Portales, Universidad Central de Chile y los institutos Caritas, IDMA y Cepsa.

## Proyectos científicos destacados
Entre sus proyectos científicos cuenta con la implementación en pacientes, mediante convenio de colaboración público-privado junto a la Facultad de Medicina de la Universidad de Chile y la empresa OML, de un sistema de registro urológico electrónico para el control y tratamiento del Cáncer de próstata, utilizando el software Med Light.

## Patrimonio cultural
Cuatro construcciones patrimoniales pertenecientes al Servicio Nacional de Salud, son la positiva herencia de un siglo marcado por pestes y epidemias: Los hospitales San José y El Salvador; la capilla del lazareto San Vicente de Paul, y el Pabellón Errázuriz del San Borja Arriarán.